# Franz Xaver Murschhauser
Franz Xaver Anton Murschhauser (ochrzczony 1 lipca 1663 w Zabern, zm. 6 stycznia 1738 w Monachium) – niemiecki kompozytor i teoretyk muzyki.

## Życiorys
Kształcił się w Monachium u Siegmunda Auera i Johanna Kaspara Kerlla. Od 1691 roku do końca życia pełnił funkcję kapelmistrza kościoła NMP w Monachium. Wydał dwa zbiory utworów organowych.
Był autorem głośnego traktatu Academia musico-poetica bipartita, oder Hohe Schule der musikalischen Compositions (wyd. 1721), w którym poruszał m.in. problem interwałów, konsonansów i dysonansów. Dzieło to utrzymane było w duchu konserwatywnym i wyrażało poglądy zwolenników starej szkoły kompozytorskiej, spotykając się z repliką ze strony Johanna Matthesona. Ze względu na krytykę Murschhauser zrezygnował z publikacji drugiej części traktatu.